# Одернхајм ам Глан
Одернхајм ам Глан (њем. Odernheim am Glan) општина је у њемачкој савезној држави Рајна-Палатинат. Једно је од 119 општинских средишта округа Бад Кројцнах. Према процјени из 2010. у општини је живјело 1.783 становника. Посједује регионалну шифру (AGS) 7133076.

## Географски и демографски подаци
Одернхајм ам Глан се налази у савезној држави Рајна-Палатинат у округу Бад Кројцнах. Општина се налази на надморској висини од 141 метра. Површина општине износи 13,3 km². У самом мјесту је, према процјени из 2010. године, живјело 1.783 становника. Просјечна густина становништва износи 134 становника/km².